# Лесной (Любинский район)
Лесно́й — посёлок в Любинском районе Омской области России. Входит в состав Южно-Любинского сельского поселения.

## География
Населённый пункт находится на юго-западе центральной части Омской области, в лесостепной зоне, в пределах Ишимской равнины, на расстоянии примерно 25 км (по прямой) к западу-юго-западу (WSW) от посёлка городского типа Любинский, административного центра района. Абсолютная высота — 116 м над уровнем моря.

### Часовой пояс
Посёлок Лесной, как и вся Омская область, находится в часовой зоне МСК+3. Смещение применяемого времени относительно UTC составляет +6:00.

## Население
| 2010 |
| ---- |
| 43   |

### Гендерный состав
По данным Всероссийской переписи населения 2010 года, в гендерной структуре населения мужчины составляли 46,5 %, женщины — соответственно 53,5 %.

### Национальный состав
Согласно результатам переписи 2002 года, в национальной структуре населения русские составляли 72 % из 177 чел.

## Улицы
Уличная сеть посёлка состоит из двух улиц (Луговая и Садовая).